# ウラジーミル・フョードロフ (フィギュアスケート選手)
ウラジーミル・アナトリエヴィチ・フョードロフ（ロシア語: Владимир Анатольевич Фёдоров, ラテン文字転写: Vladimir Anatolyevich Fedorov、1971年4月22日 - ）は、モスクワ生まれの男性フィギュアスケートアイスダンス選手で現在はコーチ。1994年リレハンメルオリンピックペアロシア代表。パートナーはアンジェリカ・クリロワなど。

## 経歴
旧ソビエト連邦のモスクワに生まれた。ジュニア時代にリュドミラ・ベレゾワとカップルを結成し、サラエヴォで行なわれた1988-1989年シーズンの世界ジュニア選手権にはソビエト連邦代表として出場し2位となったがのちに解散。新たにアンジェリカ・クリロワとカップルを結成し、ソビエト連邦崩壊後はロシア所属となった。
1992-1993年シーズン、欧州選手権で4位、世界選手権では初出場で3位となった。翌1993-1994年シーズン、欧州選手権では6位。初出場のリレハンメルオリンピックでは6位となりメダル獲得はならなかった。オリンピック後に日本の幕張で行なわれた世界選手権では途中棄権。このシーズンをもってアンジェリカ・クリロワとのカップルを解消。1995年にアンナ・セメノビッチと新たにカップルを結成し、NHK杯などで表彰台に上ることはあったが、オリンピック出場はならなかった。
1999年にアンナ・セメノビッチとのカップルを解消し、現在はコーチとして活動している。

## 主な戦績
- 1988-89はリュドミラ・ベレゾワとのカップル。
- 1992-93と1993-94はアンジェリカ・クリロワとのカップル。
- 1995-96以降はアンナ・セメノビッチとのカップル。

| 大会/年       | 1988-89 | 1992-93 | 1993-94 | 1994-95 | 1995-96 | 1996-97 | 1997-98 |
| ------------- | ------- | ------- | ------- | ------- | ------- | ------- | ------- |
| オリンピック  |         |         | 6       |         |         |         |         |
| 世界選手権    |         | 3       | 棄権    |         |         |         |         |
| 欧州選手権    |         | 4       | 6       |         |         |         | 15      |
| 世界Jr.選手権 | 2       |         |         |         |         |         |         |
| NHK杯         |         | 2       |         |         | 3       | 7       |         |